# Castell de Montfalcó Gros
El Castell o Torre de Montfalcó fou un castell termenat en un turó al sud oest del terme de Montfalcó el Gros i prop de l'església de Sant Pere de Montfalcó al terme municipal de Veciana (l'Anoia).

## Arquitectura
De l'edifici, declarat bé cultural d'interès nacional, només en resten els esfondralls d'una torre de planta circular de la qual es conserva un fragment del mur arquejat d'uns 4 m d'alçada i un gruix d'uns 3,1 m sobre la parròquia de Sant Pere de Montfalcó. Deuria tenir un diàmetre interior d'uns 4 m. Amb aquestes mides, especialment el gruix dels murs, es pot suposar que seria una torre d'una alçada molt considerable, pròxima als 30 m. Els carreus de mides més aviat petites (per exemple de 15 cm X 25 cm) són força ben tallats i disposats en filades horitzontals ben definides i units amb morter més aviat tou. A l'intradós l'aparell és fet de maçoneria sense lligar. Les escasses restes fan difícil la datació però per les característiques de l'aparell constructiu es pot suposar que correspon a una obra bastida durant el segle xi.

## Història
Les primeres notícies del castell de Montfalcó apareixen els anys 1027 i 1031 en diversos documents en els quals Guillem Guifré de Balsareny i la seva esposa, Sança, diuen que el tenen per herència paterna i per la seva aprisió. L'any 1045, en testar Bernat Guifré de Balsareny llegà el castell a la seva muller Guasca; després de la mort d'aquesta el castell, juntament amb el de Veciana passarien a mans de la seu de Vic. L'any 1065 apareix com una de les afrontacions del castell de Copons, venut pel prelat de Vic, Guillem de Balsareny, als comtes de Barcelona. Es desconeix el mecanisme de transmissió dels Balsareny als Òdena però en el testament de Ramon Guillem d'Òdena l'any 1058, el llegà al seu fill Pere. Diversos senyors en compartiren el domini. Entre el 1096 i el 1131, Guerau Alamany III va retre homenatge de fidelitat al comte de Barcelona per diversos castells, entre els quals Montfalcó. El 1123 en testar Berenguer Sendred el deixà al seu fill Guillem.
A mitjan segle xii ja apareix documentada una família cognomenada Montfalcó. El 1170, Guerau de Montfalcó, casat amb de Guilleuma, cedeix uns horts al monestir de Santes Creus. La seva filla, casada amb Berenguer de Freixenet, el 1193 donà també uns horts al mateix cenobi. Amb tot, els Alamany-Cervelló continuen mantenint el domini sobre el castell. El 1193 Guerau Alamany V testa i fa donació al seu nebot, Guerau, el qual, l'any 1210, cedí tots els delmes i drets que posseïa sobre els castells de Montfalcó, Veciana i Copons al monestir de Santes Creus. El 1347 els procuradors reials van vendre el castell a Arnau Ballester. Al final del segle xiv, el 1394, el rei Joan I manifestà que els llocs de Montfalcó, Copons, Biure, Rubiola i Amorós restaven incorporats a la corona.
A mitjans del segle xvi el senyor del castell retornà a la sobirania reial i en foren castlans els nobles de Calders, barons de Segur. Fins a les darreries del segle xviii hi hagué la castlania del cavaller Salvador de March.